# Шарль Франсуа Дюмур'є
Шарль Франсуа́ Дюмур'є́ (фр. Charles-François du Périer Dumouriez; 25 січня 1739, Камбре, Франція — 14 березня 1823, Тервілл, Велика Британія) — французький генерал і міністр. Спочатку був на службі короля Людовика XVI, згодом обіймав посаду міністра в революційному уряді і був одним з командувачів революційною армією. Він переміг у битві під Вальмі разом з генералом Франсуа Келлерманом, але пізніше покинув Революційну армію і став прихильником роялістів, а також радником британського уряду. Dumouriez — є одним з імен, викарбуваних на Тріумфальній арці (Північна колона, стовпець 3).

## Життєпис
Дюмур'є народився в Камбре, на річці Шельда на півночі Франції, у батьків знатного рангу. Його батько, Антуан-Франсуа дю Пер'є, служив комісаром королівської армії, найбільш ретельно і широко виховував сина. Хлопчик продовжив навчання в Парижі в ліцеї Луї-ле-Гран, а в 1757 році почав військову кар'єру добровольцем в поході на Россбах, де служив корнетом в полку д'Ескар. Він отримав комісію за хорошу поведінку в бою і з відзнакою служив у пізніх німецьких кампаніях Семирічної війни (отримавши 22 поранення); але за миром він пішов у відставку як капітан, з невеликою пенсією іхрест Сент-Луїса.
Потім Дюмур'є відвідав Італію та Корсику, Іспанію та Португалію, і його меморандуми герцогу де Шуазель про Корсиканські справи під час Корсиканської Республіки привели до його поновлення на роботі до складу французького експедиційного корпусу, відправленого на острів, для чого отримав звання підполковника. У 1767 році Шуазель дав Дюмур'є військове командування як заступник генерал-квартирмейстера армії Корсики під керівництвом маркіза де Шовелена. Після цього він став членом Secret du Roi, це секретна служба при Людовіку XV, яка надала повний розмах його дипломатичним здібностям. У 1770 році він здійснив місію до Польщі до Барської конфедерації, де, окрім своїх політичних справ, організував польське ополчення для війни Барської конфедерації. 23 травня його польські солдати були розбиті російськими військами генерала Олександра Суворова в битві під Ланкороною. Падіння Шуазеля (1770) призвело до відкликання Дюмур'є. У 1772 році, повернувшись до Парижа, Дюмур'є шукав військової посади у маркіза де Монтейнара, Державний секретар з питань війни, який дав йому штатну посаду в Лотарингському полку, який писав дипломатичні та військові звіти. У 1773 році він опинився у в'язниці в Бастилії на шість місяців, очевидно, за те, що витратив кошти, призначені для найму таємних агентів, на сплату особистих боргів. Протягом шести місяців полону Дюмур'є зайнявся літературними справами. Потім він був вивезений до Кан , де він залишався під вартою до вступу Людовика XVI у 1774 році. Потім Дюмур'є був відкликаний до Парижа і призначений на посади в Ліллі та Булоні графом де Сен-Жерменом, новим військовим міністром короля.
Після звільнення Дюмур'є одружився зі своєю двоюрідною сестрою, мадемуазель де Бруасі, але він виявився недбалим і невірним чоловіком, і в 1789 році пара розлучилася. Мадам Дюмуріє знайшла притулок у монастирі. Тим часом Дюмур'є звернув свою увагу на внутрішній стан своєї країни, і серед дуже численних меморандумів, які він надіслав уряду, був меморандум про захист Нормандії та її портів, який надав йому в 1778 році посаду комендант Шербура, яким він з великим успіхом керував протягом десяти років. У 1788 році він став маршалом де табору, але його амбіції не були задоволені.
На початку революції, бачачи можливість зробити нову кар’єру, він поїхав до Парижа, де в 1789 році вступив до якобінського клубу. Смерть Мірабо, до статків якого він прив’язався, стала великим ударом. Однак можливість знову виникла, коли в якості генерал-лейтенанта і коменданта Нанту він запропонував піти на допомогу Національним установчим зборам після невдалого втечі королівської сім'ї до Варенна.
У 1790 році Дюмур'є був призначений французьким військовим радником новоствореного незалежного бельгійського уряду і залишався відданим справі незалежної Бельгійської Республіки.
Військовий міністр Луї Лебег Дюпортей у червні 1791 року підвищив Дюмуріє від президента Військової ради до генерал-майора і приєднав його до Дванадцятої дивізії, якою командував генерал Жак Алексіс де Вертей.
24 серпня 1792 року Дюмуріє написав своєму союзнику генералу Франсуа Келлерману про порожнечу військової влади у Франції. У цьому листі Дюмур'є категорично висловлює свою думку про те, що Лафайєт був «зрадником» Франції після того, як був заарештований за мобілізацію своєї армії від кордонів Франції до Парижа, щоб захистити королівську родину від революціонерів, які були незадоволені монархією Франції. в той час. У цьому листі явно присутня прихильність Дюмур'є до якобінського клубу, оскільки він розповідає Келлерману, що армія нарешті була «очищена від аристократів». Відданість Дюмур'є французькій армії, яка була очевидна в цьому листі, була важливою для того, щоб він піднявся на свою майбутню посаду міністра закордонних справ Франції з березня 1792 по червень 1792 і став військовим героєм за його вирішальну перемогу при Жемапе, в якій газета "Révolutions de Paris" проголосила що він визволитель бельгійців. 
Потім він приєднався до партії жирондистів і 15 березня 1792 року став міністром закордонних справ Франції. Потім Дюмур'є обрав П'єра Лебрюна своїм першим офіцером у справах Бельгії та Льєжуа. Відносини між жирондистами і Дюмур'є були засновані не на ідеології, а на практичній вигоді, яку вона давала обом сторонам. Дюмур'є потребував людей у Законодавчих зборах, щоб підтримати його, а жирондистам потрібен був генерал, щоб надати їм легітимність в армії. Він зіграв важливу роль в оголошенні війни Австрії (20 квітня) і планував вторгнення в Нідерланди. На його зовнішню політику вплинув Жан-Луї Фав'є. Фав'є закликав Францію розірвати зв'язки з Австрією. Після звільнення королем Роланда, Клав’єра і Сервана (13 червня 1792 р.) він обійняв посаду військового міністра Сервана, але через два дні залишив її через відмову Людовіка XVI домовитися з Національними установчими зборами, і пішов приєднатися до армії маршала Лакнера. Після виходу 10 серпня 1792 року і втечі Лафайєта він отримав призначення до командування «Армією Центру». У той же момент вороги Франції перейшли в наступ. Дюмур'є діяв швидко. Його підлеглий Келлерман дав відсічПруссаки під Вальмі (20 вересня 1792 р.), а сам Дюмур'є завдав серйозної поразки австрійцям під Жемап (6 листопада 1792 р.). Після цих військових перемог Дюмур'є був готовий вторгнутися в Бельгію, щоб поширити революцію. Він був справжнім революціонером у тому сенсі, що вважав, що нації, які пережили революцію, у даному випадку Франція, повинні надавати допомогу пригнобленим країнам. Оскільки його плани здебільшого обмежувалися Бельгією, це бачення тунелю іноді заважало йому діяти найбільш логічним чином як командир.
Повернувшись до Парижа, Дюмур'є зустрів народні овації, але він отримав менше симпатій з боку революційного уряду. Його старомодний методичний метод ведення війни піддав його критиці палких якобінців, і поразка означала б кінець його кар'єри. Більш радикальним елементам у Парижі стало зрозуміло, що Дюмур'є не був справжнім патріотом, коли він повернувся до Парижа 1 січня 1793 року і працював під час суду над Людовиком XVI, щоб врятувати його від страти. Дюмур'є також написав листа до Конвенту, дорікаючи його за те, що він не надав його армії, щоб його задовольнити, і за указ від 15 грудня, який дозволяв французьким арміям грабувати на завойованій ними території. Указ гарантував, що будь-який план щодо Бельгії не вдасться через відсутність підтримки населення серед бельгійців. Цей лист став відомий як «оголошення війни Дюмур'є». Після великої поразки в битві при Неервіндені в березні 1793 року він зробив відчайдушний крок, щоб врятуватися від своїх радикальних ворогів. Арешт чотирьох заступників уповноваженого Національний конвент, який був надісланий для розслідування його поведінки ( Камю, Банкаль-де-Іссар, Квінетт і Ламарк), а також військовий міністр П'єр Ріель де Бернонвіль, він передав їх ворогові, а потім спробував переконати свої війська здійснити похід на Париж і повалити революційний уряд. Спроба провалилася, і Дюмур'є разом з герцогом де Шартрським (згодом королем Луї Філіппом) і його молодшим братом, герцогом де Монпансьє, втік до австрійського табору. Цей удар зробив жирондистів вразливими через їх зв'язок з Дюмур'є.
Після втечі в квітні 1793 року Дюмур'є ненадовго залишився в Брюсселі, а потім вирушив до Кельна, шукаючи посаду при курфюрстському дворі. Незабаром він дізнався, що став об’єктом підозри серед своїх співвітчизників, королівських будинків, аристократії та духовенства Європи. У відповідь Дюмуріє написав і опублікував у Гамбурзі перший том мемуарів, у якому запропонував свою версію подій минулого року.
Тепер Дюмур'є блукав з країни в країну, зайнятий безперервними роялістськими інтригами, аж до 1804 року, коли він оселився в Англії, де британський уряд призначив йому пенсію. Він став цінним радником Британського військового міністерства в його боротьбі проти Наполеона, хоча масштаби його допомоги стали відомі лише через багато років. У 1814 і 1815 роках він намагався отримати від Людовика XVIII естафету маршала Франції, але не зміг це зробити.
Він помер 14 березня 1823 року в парку Турвіл, поблизу Хенлі-он-Темзі.
Мемуари Дюмур'є з'явилися в Гамбурзі в 1794 році. Розширене видання, "La Vie et les mémoires du Général Dumouriez", з'явилося в Парижі в 1823 році. Дюмур'є також написав велику кількість політичних памфлетів.